# Пістинська соляна криниця
Пі́стинська соля́на крини́ця — гідрологічна пам'ятка природи місцевого значення в Україні. Розташована на території Косівського району Івано-Франківської області, село Пістинь. 
Площа 0,1 га, статус отриманий у 1996 році. Перебуває у віданні Пістинської сільської ради. 